# Cyatholipidae
Cyatholipidae é  uma família de aranhas araneomorfas, parte da superfamília Araneoidea. As primeiras espécies foram descritas em finais do século XIX em África. Vivem em bosques de montanha, em ambientes húmidos, embora algumas espécies, como Scharffia rossi, sejam típicas de habitats mais secos, como a savana.

## Descrição
A maioria das espécies tem distribuição natural em grandes zonas de África e Madagáscar. Algumas ocorrem na Nova Zelândia e Austrália oriental e apenas uma, Pokennips dentipes, ocorre na Jamaica.

## Sistemática
A família Cyatholipidae integra 58 espécies descritas repartidas por 23 géneros:
- Alaranea Griswold, 1997 (Madagáscar)
- Buibui Griswold, 2001 (África)
- Cyatholipus Simon, 1894 (África do Sul)
- Hanea Forster, 1988 (Nova Zelândia)
- Ilisoa Griswold, 1987 (África do Sul)
- Isicabu Griswold, 1987 (África)
- Kubwa Griswold, 2001 (Tanzânia)
- Lordhowea Griswold, 2001 (Ilha de Lord Howe)
- Matilda Forster, 1988 (Austrália)
- Pembatatu Griswold, 2001 (África)
- Pokennips Griswold, 2001 (Jamaica)
- Scharffia Griswold, 1997 (África)
- Teemenaarus Davies, 1978 (Austrália)
- Tekella Urquhart, 1894 (Nova Zelândia)
- Tekellatus Wunderlich, 1978 (Austrália)
- Tekelloides Forster, 1988 (Nova Zelândia)
- Toddiana Forster, 1988 (Austrália)
- Ubacisi Griswold, 2001 (África do Sul)
- Ulwembua Griswold, 1987 (África, Madagáscar)
- Umwani Griswold, 2001 (África)
- Uvik Griswold, 2001 (África)
- Vazaha Griswold, 1997 (Madagáscar)
- Wanzia Griswold, 1998 (Camarões, Bioko)